# Вулиця Прибузька (Хмельницький)
Ву́лиця Прибу́зька розташована у центральній частині міста, пролягає вздовж русла Південного Бугу від вул. Кам'янецької до провулка Прибузького.

## Історія
Прокладена 1982 року й спершу отримала назву Радянська (на честь 60-ї річниці створення Радянського Союзу). 1991 року перейменована на Прибузьку. Забудована багатоповерховими будинками, також є Палац творчості дітей та юнацтва, міська стоматологічна поліклініка (1985 рік), житлово-комерційний будинок із вбудованим «Укрексімбанком», торговельний центр «Максі-Дом» та інші.

## Заклади
- Прибузька, 8 — Хмельницький музичний коледж імені Владислава Заремби
- Прибузька, 18 — Хмельницька міська стоматологічна поліклініка
- Прибузька, 20/1 — Торгівельний центр «Максі-дом»